# Partes por millón
Partes por millón  (ppm) es una unidad de medida con la que se mide la concentración. Determina un rango de tolerancia. Se refiere a la cantidad de unidades de una determinada sustancia (agente, etc.) que hay por cada millón de unidades del conjunto.
En el ámbito de la ciencia e ingeniería, la notación partes por millón es un conjunto de pseudounidades utilizadas para describir valores pequeños de cantidades adimensionales misceláneas, p. fracción molar o fracción de masa. Dado que estas fracciones son medidas de cantidad por cantidad, son números puros sin unidades de medida asociadas. Los de uso común son partes por millón (ppm, 10−6), partes por billón (ppb, 10−9), partes por trillón (ppt, 10−12) y partes por quadrillón (ppq, 10−15). Esta notación no es parte del sistema Sistema Internacional de Unidades (SI) y su significado es ambiguo.

## Características
Es un concepto homólogo al de porcentaje, solo que en este caso no es partes por ciento sino por millón (tanto por mil). 

#### Fórmulas generales en masa
{\displaystyle ppm={\frac {\text{Masa del componente (g)}}{{\mbox{Masa total de disolución (g}})}}\cdot 10^{6}}
Alternativamente, usando el kilogramo como referencia:
{\displaystyle ppm={\frac {\mbox{miligramos de soluto (mg)}}{{\mbox{kilogramo de disolución (kg}})}}}
Usando microgramo como referencia:
{\displaystyle ppm={\frac {\mbox{microgramo de soluto (µg)}}{{\mbox{gramo de disolución (g}})}}}

#### Fórmulas generales en volumen
{\displaystyle ppm={\frac {\mbox{miligramos de soluto (mg)}}{{\mbox{litro de disolución (L}})}}}
Similarmente, usando microgramo como referencia:
{\displaystyle ppm={\frac {\mbox{microgramo de soluto (µg)}}{{\mbox{mililitro de disolución (ml}})}}}
Se puede usar ppmm (con m extra al final) para cuando se trate de partes en masa, o ppmv según se trate de partes en volumen.
De hecho, se podría tomar la siguiente equivalencia:
10 000 ppm = 1 % 
Es decir que 10 000 ppm equivalen al uno por ciento. De lo anterior, se puede deducir que esta unidad es usada de manera análoga al porcentaje pero para concentraciones o valores mucho más bajos. Por ejemplo, cuando se habla de concentraciones de contaminantes en el agua o aire, disoluciones con muy bajas concentraciones o cantidad de partículas de polvo en un ambiente, entre otros.

## Aplicaciones
La notación en partes por millón se utiliza a menudo para describir soluciones diluidas en química, por ejemplo, la abundancia relativa de minerales disueltos o contaminantes en agua. La cantidad "1 ppm" puede utilizarse para una fracción de masa si un contaminante presente en el agua está presente en una millonésima parte de un gramo por gramo de solución de muestra. Cuando se trabaja con  soluciones acuosas, es habitual suponer que la densidad del agua es de 1,00 g/mL. Por lo tanto, es común equiparar 1 kilogramo de agua con 1 L de agua. En consecuencia, 1 ppm corresponde a 1 mg/L y 1 ppb corresponde a 1 μg/L.
De forma similar, la notación de partes por también se utiliza en física e ingeniería para expresar el valor de diversos fenómenos proporcionales. Por ejemplo, una aleación metálica especial podría dilatarse 1,2 micrómetros por metro de longitud por cada grado Celsius y esto se expresaría como "α = 1,2 ppm/°C". La notación de partes por también se emplea para denotar el cambio, la estabilidad o la incertidumbre en las mediciones. Por ejemplo, la exactitud de las mediciones de distancia de un estudio topográfico cuando se utiliza un telémetro láser puede ser de 1 milímetro por kilómetro de distancia; esto podría expresarse como "Exactitud = 1 ppm."
Las notaciones de partes por son cantidades adimensionales: en las expresiones matemáticas, las unidades de medida siempre se cancelan. En fracciones como "2 nanómetros por metro" (2 n m / m = 2 nano = 2×10−9 = 2 ppb = 2 × 0.000 000 001, por lo que los cocientes son  coeficientes numéricos puros con valores positivos menores o iguales a 1. Cuando las notaciones de partes por, incluyendo el símbolo porcentaje (%), se utilizan en prosa regular (en contraposición a las expresiones matemáticas), siguen siendo cantidades adimensionales numéricas puras. Sin embargo, generalmente adoptan el significado literal de "partes por" de una relación comparativa (por ejemplo, "2 ppb" se interpretaría generalmente como "dos partes en mil millones de partes").
Las notaciones de partes por pueden expresarse en términos de cualquier unidad de la misma medida. Por ejemplo, el coeficiente de dilatación de alguna aleación de latón, {mvar|α} = 18,7 ppm/°C, puede expresarse como 18,7 (μm/m)/°C, o como 18,7 (μ in/in)/°C; el valor numérico que representa una proporción relativa no cambia con la adopción de una unidad de longitud diferente.
Del mismo modo, una bomba dosificadora que inyecta un producto químico traza en la línea de proceso principal al caudal proporcional caudal volumétrico Qp = 12 ppm, lo está haciendo a una velocidad que puede expresarse en diversas unidades volumétricas, entre ellas 125 μL/L,. 125 μ gal / gal, 125 cm3/m3, etc.
En espectroscopia de resonancia magnética nuclear (RMN), el desplazamiento químico suele expresarse en ppm. Representa la diferencia de una frecuencia medida en partes por millón con respecto a la frecuencia de referencia. La frecuencia de referencia depende del campo magnético del instrumento y del elemento medido. Suele expresarse en MHz. Los desplazamientos químicos típicos raramente se alejan más de unos cientos de Hz de la frecuencia de referencia, por lo que los desplazamientos químicos se expresan convenientemente en ppm (Hz/MHz). La notación por partes da una cantidad adimensional que no depende de la intensidad de campo del instrumento.

## Uso
El uso de ppm como unidad agiliza la comunicación, entre una señal determinada con cierto porcentaje. Por ejemplo, en un millón de granos de arroz, si se pintara uno de negro, este grano representaría una (1) parte por millón la cual se abrevia como «ppm».
Algunos casos:
- Análisis químico del agua: las ppm se refiere a mg de analito por litro de agua; mg/L (equivalente a ug/mL). Por ejemplo: Cloruros = 20 ppm equivale a 20 mg/L como Cl- que quiere decir, veinte miligramos de ion cloruro por litro de agua.
- Contaminantes del aire: ppm se refiere a partes de vapor o gas por cada millón de partes de aire contaminado; cm³/m³. Otra forma de expresarlo es en mg/m³, de lo que surge un factor de conversión[6] que depende de las propiedades físicas de cada contaminante. Por ejemplo, para el benceno el factor de conversión es 1 ppm = 3,19 mg/m³.[7]
- Análisis de trazas en minerales; ppm se refiere a g de analito por tonelada de mineral; g/t o mg/kg
- Estadística: ppm significa un caso cada un millón de casos de la población en estudio.
- Tolerancia: ppm significa una incertidumbre de un millonésimo de la medición.

Al igual que cuando se usa porcentaje puede ser necesario aclarar si son partes en volumen, en masa o peso, si se refieren a base seca, etc.

## Expresiones partes-por
| 1 de → = ⭨ de ↓ | por ciento (%) | por mil (‰) | por 10 000 (‱) | por 100 000 (pcm) | por millón (ppm) | por billón (ppb) |
| --------------- | -------------- | ----------- | -------------- | ----------------- | ---------------- | ---------------- |
| %               | 1              | 0.1         | 0.01           | 0.001             | 0.0001           | 10-7             |
| ‰               | 10             | 1           | 0.1            | 0.01              | 0.001            | 10-6             |
| ‱               | 100            | 10          | 1              | 0.1               | 0.01             | 10-5             |
| pcm             | 1000           | 100         | 10             | 1                 | 0.1              | 0.0001           |
| ppm             | 10 000         | 1000        | 100            | 10                | 1                | 0.001            |
| ppb             | 107            | 106         | 105            | 10 000            | 1000             | 1                |

- Una parte por cien se representa generalmente por el signo de porcentaje (%) y denota una parte por 100 (102) partes, y un valor de 10-2. Esto equivale a unos catorce minutos de un día.

- Una parte por mil debe escribirse generalmente de forma completa y no como "ppt" (que suele entenderse que representa "partes por trillón"). También puede denotarse con el signo permille (‰). Tenga en cuenta, sin embargo, que disciplinas específicas como la oceanografía, así como ejercicios educativos, sí utilizan la abreviatura "ppt". "Una parte por mil" denota una parte por cada 1000 (103) partes, y un valor de 10-3. Esto equivale a unos noventa segundos de un día.
- Una parte por diez mil se denota con el signo permiríada (‱). Aunque rara vez se utiliza en la ciencia (en su lugar se suele utilizar ppm), una permiríada tiene un valor inequívoco de una parte por cada 10 000 (104) partes, y un valor de 10-4. Esto equivale a unos nueve segundos de un día. 
En cambio, en finanzas, el punto básico se utiliza normalmente para denotar cambios o diferencias entre tipos de interés porcentuales (aunque también puede utilizarse en otros casos en los que es deseable expresar cantidades en centésimas de porcentaje). Por ejemplo, un cambio en un tipo de interés del 5,15 % anual al 5,35 % anual podría denotarse como un cambio de 20 puntos básicos (anuales).

Como en el caso de los tipos de interés, a menudo se omiten las palabras "por año" (o "por año"). En ese caso, el punto base es una cantidad con una dimensión de (tiempo-1).
- Una parte por cien mil, por cien mil (pcm) o mil-por ciento denota una parte por cada 100 000 (105) partes, y un valor de 10-5. Se utiliza habitualmente en epidemiología para las tasas de mortalidad, delincuencia y prevalencia de enfermedades, y en ingeniería de reactores nucleares como unidad de reactividad. En medición del tiempo equivale a unos 5 minutos de un año; en medición de distancias, equivale a 1 cm de error por km de distancia recorrida.

- Una parte por millón (ppm) denota una parte por 1 000 000 (106) partes, y un valor de 10-6. Equivale a unos 32 segundos de un año o a 1 mm de error por km de distancia recorrida. En minería, también equivale a un gramo por tonelada métrica, expresado como g/t.

- Una parte por billón (ppb) denota una parte por 1 000 000 000 (109) de partes, y un valor de 10-9. Esto equivale a unos tres segundos de un siglo.

- Una parte por trillion (ppt) denota una parte por 1 000 000 000 000 (1012) partes, y un valor de 10-12. Esto equivale a unos treinta segundos de cada millón de años.

- Una parte por cuatrillón (ppq) denota una parte por cada 1 000 000 000 000 000 (1015) partes, y un valor de 10-15. Esto equivale a unos dos minutos y medio de la edad de la Tierra (4500 millones de años). Aunque son relativamente infrecuentes en química analítica, a veces se realizan mediciones a nivel de ppq.[9]

En ciencia e ingeniería, la notación de partes por es un conjunto de pseudounidades para describir
146 386,7 viajes × 40 041 470 m × 0,013E-15 = 0,000 076 2 m = 0,0030 pulgadas = grosor del papel

## Críticas al uso de la expresión "partes por"
Aunque la Oficina Internacional de Pesos y Medidas (una organización internacional de normalización conocida también por sus iniciales en idioma francés BIPM) reconoce el uso de la notación "partes por", la misma no es formalmente parte del Sistema Internacional de Unidades (SI). Es preciso tener en cuenta que aunque "porcentaje" (%) no es formalmente parte del SI, tanto el BIPM como la Organización Internacional para la Estandarización (ISO) adoptan la posición de que "en expresiones matemáticas, el símbolo % (porcentaje) reconocido internacionalmente puede usarse con el SI para representar el número 0.01" para cantidades adimensionales. Según la IUPAP, "una fuente continua de molestia para los puristas de las unidades ha sido el uso continuado de porcentaje, ppm, ppb y ppt".  Aunque las expresiones compatibles con SI deben utilizarse como alternativa, la notación de "partes por" sigue siendo ampliamente utilizada en las disciplinas técnicas. Los principales problemas con la notación de partes por se exponen a continuación.

### Escalas numéricas larga y corta
Dado que los nombres de números que comienzan con la palabra "billón" tienen valores diferentes en diferentes países, el BIPM sugiere evitar el uso de "ppb" y "ppt" para evitar malos entendidos. El National Institute of Standards and Technology (NIST) de Estados Unidos adopta una posición inflexible, indicando que "los términos que son dependientes del idioma [...] no es aceptable sean utilizados con el SI para expresar los valores de cantidades".

### Fracción de masa - fracción molar - fracción de volumen
Otro problema de la notación de "partes por" es que puede referirse a fracción de masa, fracción de mol o fracción de volumen. Dado que normalmente no se indica qué cantidad se utiliza, es mejor escribir la unidad como kg/kg, mol/mol o m3/m3 (aunque todos son adimensionales). La diferencia es bastante significativa cuando se trata de gases, y es muy importante especificar qué cantidad se está utilizando. Por ejemplo, el factor de conversión entre una fracción de masa de 1 ppb y una fracción molar de 1 ppb es de aproximadamente 4,7 para el gas de efecto invernadero CFC-11 en el aire. Para la fracción de volumen, el sufijo "V" o "v" a veces se agrega a la notación de partes por (por ejemplo, ppmV, ppbv, pptv). Desafortunadamente, ppbv y pptv también se usan a menudo para fracciones molares (que es idéntica a la fracción de volumen solo para gases ideales).
Para distinguir la fracción de masa de la fracción de volumen o la fracción molar, a veces se agrega la letra "w" (que significa "peso"- "weight" en inglés) a la abreviatura (por ejemplo, ppmw, ppbw).
El uso de la notación de "partes por" por lo general es bastante fijo dentro de cada rama específica de la ciencia, pero a menudo de una manera que es inconsistente con su uso en otras ramas, lo que lleva a algunos investigadores a suponer que su propio uso (masa/masa, mol/ mol, volumen/volumen u otros) es correcto y que otros usos son incorrectos. Esta suposición a veces los lleva a no especificar los detalles de su propio uso en sus publicaciones y, por lo tanto, otros pueden malinterpretar sus resultados. Por ejemplo, los electroquímicos a menudo usan volumen/volumen, mientras que los ingenieros químicos pueden usar masa/masa así como volumen/volumen. Muchas publicaciones académicas de excelente nivel no especifican su uso de la notación.